# Luidiidae
De Luidiidae zijn een familie van zeesterren uit de orde van de kamsterren (Paxillosida).

## Geslachten
- Luidia Forbes, 1839